# تاکه‌شی سنو
تاکه‌شی سنو (انگلیسی: Takeshi Senoo؛ زادهٔ ۲۶ دسامبر ۱۹۶۹) آهنگساز، و نوازنده پیانو اهل ژاپن است.